# Giancarlo Casiraghi
Giancarlo Casiraghi (Sovico, 25 aprile 1956) è un ex ciclista su strada italiano.
Professionista dal 1978 al 1984, partecipò a sette edizioni del Giro d'Italia.

## Carriera
Non ottenne nessuna vittoria da professionista. I migliori piazzamenti furono due secondi posti, nella quindicesima tappa del Giro d'Italia 1981 dietro Daniel Gisiger e nella Coppa Sabatini dello stesso anno, dietro Claudio Bortolotto. Fu secondo nella classifica giovani del Giro d'Italia 1978.

## Piazzamenti

### Grandi Giri
- Giro d'Italia

1978: 24º
1979: 63º
1980: 27º
1981: 24º
1982: 53º
1983: 90º

### Classiche
- Milano-Sanremo

1978: 26º
1980: 107º
- Coppa Sabatini

1979: 4º
1981: 2º